# Евени
Еве́ните (преди наричани също ламути) са народ обитаващ Сибир и Руския Далечен Изток. Близки са до евенките по култура и произход.

## Заселване
Смята се, че предшествениците на евените са мигрирали от Задбайкалието към бреговете на Източен Сибир. В по ново време евените населяват основно земите на следните субекти на Руската федерация (по ред на числеността): Якутия, Магаданска област, Камчатска област, Чукотка, Хабаровски край. През 2010 г. числеността им в Русия възлиза на общо 21 830 души. В Украйна също живеят 104 евени.

## Култура
Произлизат от Глазковската култура. Говорят евенски език, който е част от тунгусо-манджурската група езици. До 1930-те нямат писменост, но такава им е предоставена от руснаците. В религиозно отношение официално евените се считат за православни, макар мнозина да са запазили форми на шаманизъм в ежедневието си. Обществото им е патриархално и ендогамно (сродяването става предимно в границите на собствената родово-племенна общност, а включването в нея на хора от други се избягва), разделено на кланове. С течение на годините това води до развитие на различни диалекти на евенския език.
По времето на Съветския съюз много евени се присъединяват към колхозите и се занимават със селско стопанство. В периода 1930 – 1934 г. на територията му съществува Охотско-Евенски национален окръг. Традиционният им бит е свързан със скотовъдство, номадство, опитомяване на северни елени, лов и риболов. През зимата ловуват и диви северни елени, като използват собствените си опитомени елени за да примамят плячката. Не ловуват вълци, тъй като ги считат за забранени животни. По традиция живеят в конични тенти, покрити с животински кожи, в по-южните брегови зони за това се използват и рибешки кожи. Строят и навеси, под които съхраняват улова.